# Папино (Владимирская область)
Папино — упразднённая деревня в Александровском районе Владимирской области России.

## География
Урочище находится в северо-западной части области, в зоне хвойно-широколиственных лесов, на левом берегу реки Куницы, на расстоянии примерно 15 километров (по прямой) к востоко-северо-востоку от города Александрова, административного центра района.

### Климат
Климат характеризуется как умеренно континентальный, с умеренно тёплым летом, холодной зимой, короткой весной и облачной, часто дождливой осенью. Среднегодовая температура воздуха — +3,4 °C. Годовое количество атмосферных осадков — 549 миллиметров, из которых большая часть выпадает в тёплый период.

## История
В «Списке населенных мест Владимирской губернии по сведениям 1859 года» населённый пункт упомянут как деревня Панина Александровского уезда, расположенная при речке Кунице, в 25 верстах от уездного города. В деревне насчитывалось 6 дворов и проживало 44 человека (24 мужчины и 20 женщин).
По состоянию на 1905 год, в Папине имелось 5 дворов и проживало 36 человек. В административном отношении деревня входила в состав Андреевской волости.
По данным 1926 года в деревне имелось 6 хозяйств и проживало 57 человек (13 мужчин и 19 женщин). Являлась частью Андреевского сельсовета.